# Костёл Марии Магдалины и монастырь бонифратров
 Костёл Марии Магдалины и монастырь бонифратров — первый комплекс луцкой резиденции бонифратров. На сегодняшний день — не существует. Монастырь бонифратров был построен в середине XVII века на пересечении улиц Замковой и Троицкой в Луцке. В конце XVIII века комплекс бонифратров потерпел пожар, костёл и монастырь сгорели, вследствие чего двор был переведён в костёл Святого Якуба. Луцкий конвент бонифратров был отменен в середине XIX века, помещения сгорели, а руины были проданы на слом.

## История

### Костёл Марии Магдалины и первый монастырь
В 1620—1630-х годах Балтазар Тишка был каноником Луцкой капитули. Он вёл активную деятельность по привлечению различных материальных ресурсов для своих благотворительных проектов. Одним из таких стало основание резиденции бонифратраского ордена в Луцке. Представители ордена были приглашены в город тогдашним луцким епископом Андреем Гембицким.
На пересечении центральных улиц Замковой и Троицкой, напротив ворот Окольного замка, ещё с XVI века находилась церковь Святого Николая. Это был главный храм луцких мещан, поскольку Святой Николай считался защитником города. В 1617 году во время татарского набега эта церковь сгорела. Сначала погост был передан в аренду мещанину Роману Тропци. Руины храма он использовал на строительство корчмы, а церковные захоронения выбрасывал на городской вал. Луцкий подкоморий Григорий Четвертинский за это подал судебную жалобу. В 1639 году этот участок стараниями Балтазара Тишки перешёл в собственность луцкой капитули.

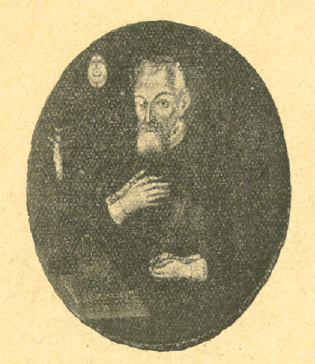
Балтазар Тишка

12 марта 1639 каноник сдал фонд в монастырь. Для этого был выделен и участок, где раньше стояла церковь Святого Николая. Согласно другому мнению, в 1639 году под новый комплекс был отдан соседний участок. Также выделено 8000 злотых с ежегодным чиншем 600 злотых и дополнительно 5000 злотых с ежегодным чиншем 400 злотых от Михаила Мышки и его имения Мирков. Рядом с монастырем Тишкою был основан барочный костёл Марии Магдалины, который подтвердила конституция 1647. Монахи занимались госпиталем, который ранее был основан на соседней улице. Члены этого ордена профессионально занимались медициной. Каноник очень хотел помогать бедным и больным людям, что видно из текстов его фондов. Этим же он и объяснял основания монастыря именно ордена бонифратров, поскольку одной из главных задач ордена был уход за больными. Кроме госпиталя, монахи содержали дом сумасшедших. Для этого они по пятницам ездили по региону и собирали средства, а также делали это в городе. Вследствие того, что бонифратры были активно заняты уходом за этими учреждениями и людьми, которые в них находились, они не проводили мес. Эти обязанности возлагались только на приора и викария их ордена.
В последующие десятилетия в монастырь делались пожертвования от представителей волынской шляхты. Обычно их размер колебался в пределах нескольких сотен злотых. После этих событий Хмельницкому монастырю были возвращены утраченные земельные владения под Луцком. Также монастырь был освобожден от уплаты налогов. Согласно конституции 1676 года, луцкий двор имел в собственности земли в селе Красное под Луцком. Настоятелем в то время был Серафим Кошевич, а в 1680 году — Стефан Кемпинский. В 1765 году участок земли в Красном уже был продан и застроен домами католиков и евреев. В 1773 году в монастыре было 5 монахов, а больных в госпитале 8-14. Прибыль от пожертвований со всей Речи Посполитой составляла 1364 злотых.

### Второй комплекс

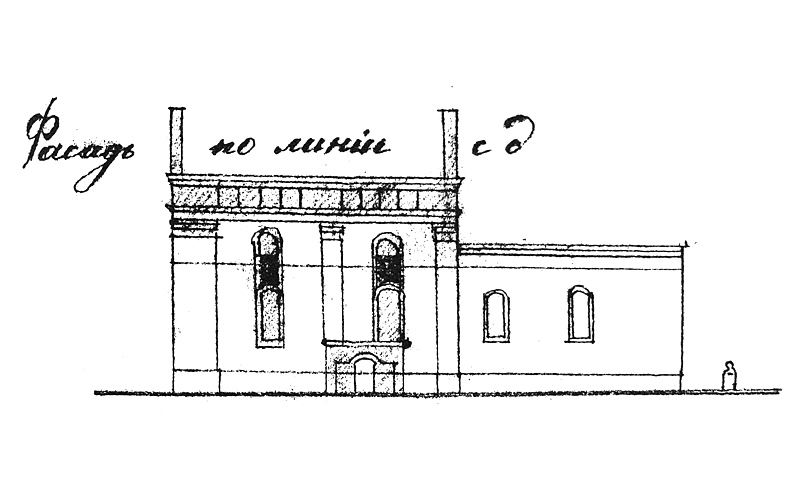
Костёл Святого Якуба

В 1781, году во время городского пожара монастырь и костёл сгорели и не могли быть восстановлены. Чтобы обеспечить дальнейшее существование конвента, Луцкая кафедра решила передать ордену костёл Святого Якуба, расположенный в другой части города.
Таким образом, костёл Марии Магдалины перестал существовать, а монастырь был перенесен в другое место, где для этого было построено отдельное помещение. Рядом был и новый госпиталь. Монастырский комплекс состоял из костёла Святого Якуба и не менее трех хозяйственных зданий и погреба.
В 1845 году произошёл новый общегородская пожар, во время которого сгорело большинство монастырей и костёлов островной части Луцка. От огня сильно пострадал и бонифратровский комплекс. Это подорвало жизненную основу конвента. Полное уничтожение резиденции, произошло в результате преследований российской властью католических институтов,. Все прежние бониратровские помещения начали использовать военные. Так, в монастыре устроили военный госпиталь.
Монастырское помещение перестроили под жилье. В нём ещё в 1890-х годах жили луцкие евреи. Костёл в 1858 году выкупил Юзеф Крашевский, а затем продал Гродецкому. Тот в свою очередь продал их руководителю городской школы, а последний — евреям. Они старую достопримечательность разобрали, чтобы достроить себе жилье на руинах монастыря. В 1869 году руин костёла уже не было.

## Сегодня

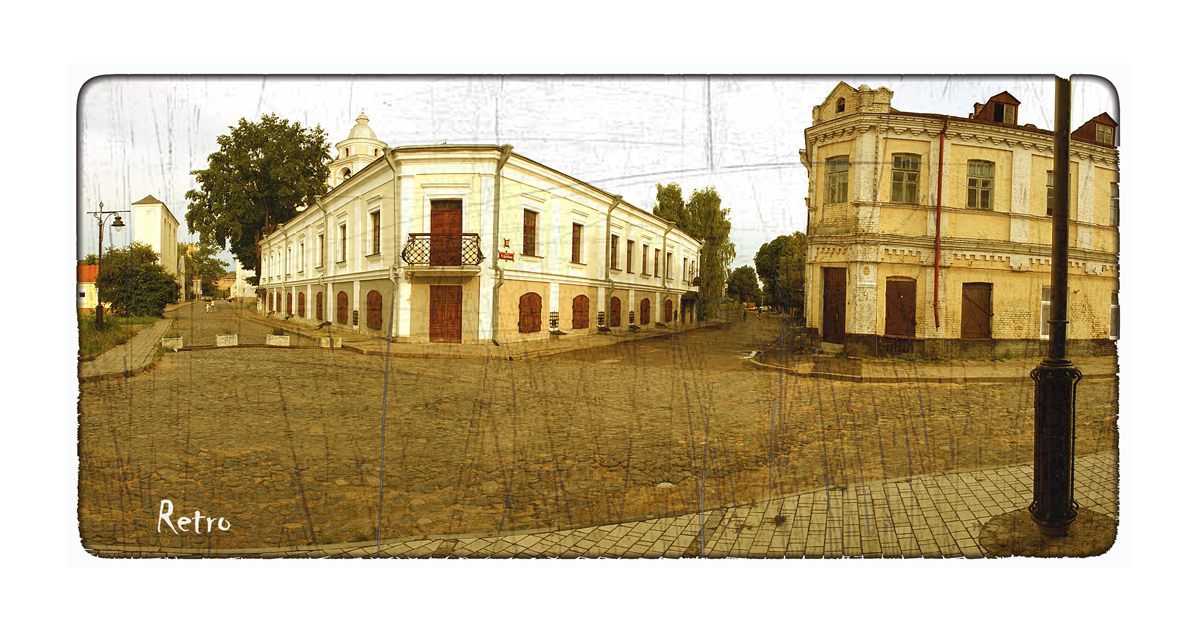
Пересечение улиц Кафедральной и Драгоманова

Несмотря на то, что первый и второй комплексы, где размещался луцкий конвент бонифратров, были уничтожены пожаром, а руины разобраны, с помощью анализа архивных описаний и карт удалось установить точное местоположение костёла Святого Якуба, и почти точное — первого костёла Марии Магдалины. Последний располагался на пересечении современных улиц Драгоманова и Кафедральной. Костёл Святого Якуба же — на улице Русской. Кроме того, сохранились древние дома, принадлежавшие бонифратрам. Пока известно о двух таких: один на улице Караимской, 6, другой — Драгоманова, 4.
Любые архивные свидетельства об архитектуре костёла Марии Магдалины, и более широкие шире сведений о нём пока не обнаружено.

## Галерея

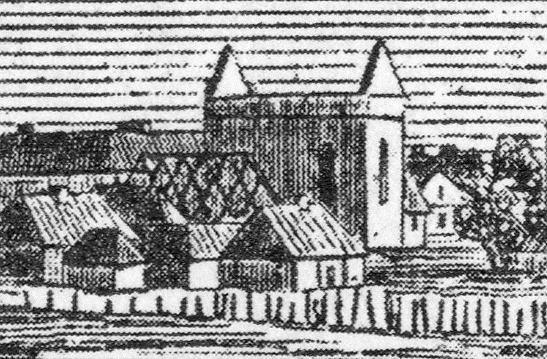
Руины костёла Святого Якуба на панораме XIX века
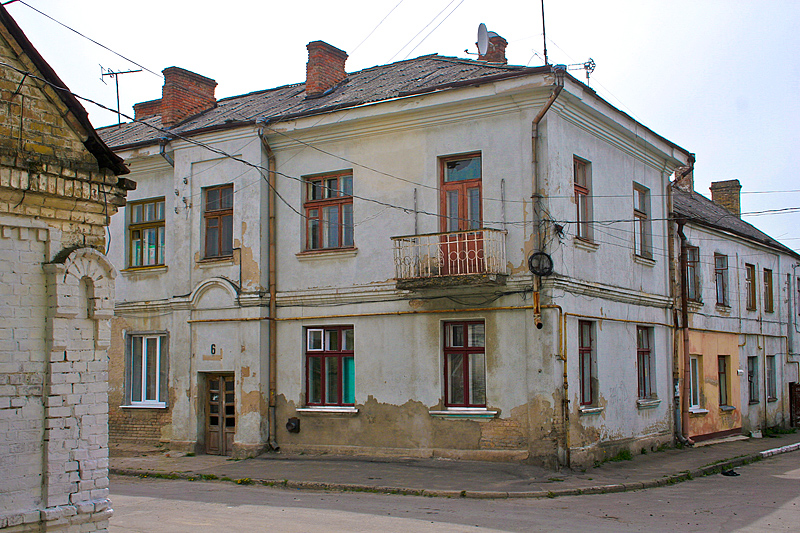
Дом на Караимской, 6
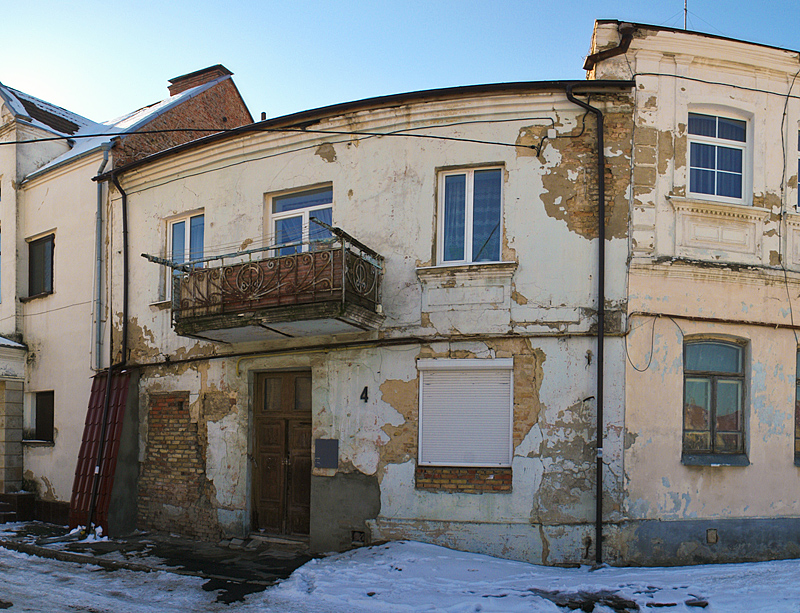
Дом на Драгоманова, 4